# Gressier
Gressier (em crioulo, Gresye ), é uma comuna do Haiti, situada no departamento do Oeste e no arrondissement de Port-au-Prince. De acordo com o censo de 2003, sua população total é de 25.947 habitantes.